# La finale
La finale è un romanzo scritto da Leonardo Gori, edito nel 2003 da Hobby & Work.
Il romanzo, è il terzo della serie del capitano Bruno Arcieri, ma secondo per ambientazione.

## Trama
Parigi, giugno 1938. La Nazionale italiana di calcio si appresta a sostenere le sfide finali del Campionato del Mondo: per conquistare l'ambitissima Coppa Rimet, dovrà battere i francesi, i brasiliani e infine gli ungheresi. Alla Gare de Lyon arrivano tutti i giorni treni carichi di tifosi. Su uno di questi convogli viaggia, sotto falso nome, anche il capitano Bruno Arcieri: reduce dall'inchiesta di Nero di maggio, è stato chiamato dal SIM per svolgere un semplice incarico "in trasferta". Ben presto, tuttavia, la missione di Arcieri si rivela di gran lunga più complessa di quanto preventivato. Mystery, spy story, romanzo storico, su piani diversi ma fusi tra loro.